# Marcos Llunas
Marcos Gómez Llunas (Madrid, 29 de setembro de 1971-) é um cantor e compositor espanhol que tem tido sucesso em Espanha e na  América Latina e que conhecido no resto da Europa por ter representado a Espanha no Festival Eurovisão da Canção 1997 que se realizou em Dublin.

## Biografia
Llunas, filho do músico espanhol Dyango, lançou o seu primeiro álbum em 1993. Ele gravou vários singles com sucesso moderado e em 1995 venceu o Festival da Canção OTI que e realizou no Paraguai ela Espanha com a canção  "Eres mi debilidad".
Em 1997, Llunas foi escolhido internamente pela TVE para representar a Espanha no 42.º Festival Festival Eurovisão da Canção, com a canção de sua autoria (letra e música) "Sin rencor" . Nesse festival que teve lugar em 3 de maio em Dublin, "Sin rencor" terminou em sexto lugar entre 25 participantes.
Nos anos seguintes à sua participação na Eurovisão, Llunas gravou discos em português e catalão, além da castelhano e teve sucesso nos mercados  da América Latina (em especial nos de língua castelhana. O seu mais recente álbum foi lançado em 2004 e desde então não tem lançado discos, se bem que tenha sido júri em vários concursos de talentos. 

## Discografia

### Álbuns
- 1993: Marcos Llunas
- 1995: Piel a piel
- 1996: Vida
- 1997: Mi Historia
- 1999: Pluja d'estels
- 2000: Desnudo
- 2002: Me gusta
- 2003: Hechicera
- 2004: Mi retrato